# بارآوری
بارآوری (انگلیسی: Fecundity) در جمعیت‌شناسی و زیست‌شناسی جمعیت، توانایی تولید مثل یک جاندار یا جمعیت است که با عدد گامت، مجموعه دانه یا قطعات تکثیرشونده غیرجنسی اندازه‌گیری می‌شود. بارآوری به باروری که توانایی طبیعی تولید مثل است، شبیه است ولی ناتوانی در باروری را ناباروری و ناتوانی در بارآوری را نازایی (سترونی) گویند. 

## واژه‌ها
1. ↑  propagule